# ديفيد نتر
ديفيد نتر (بالإنجليزية: David Nutter)‏ (ولد سنة 1960) هو مخرج أفلام ومخرج تلفزيوني ومُنتج أمريكي. يشتهر ديفيد بإخراجه للحلقات التجريبية للتلفزيون. في 2015، نال على جائزة الإيمي برايم تايم عن فئة أفضل إخراج لمسلسل دراما ‏، عن عمله على مسلسل شبكة إتش بي أو، صراع العروش.
في 2012، أخرج ديفيد الحلقة السادسة والسابعة من الموسم الثاني من صراع العروش. وفي 2013، أخرج آخر حلقتين من الموسم الثالث، من ضمنها "أمطار كاستمير، والمشهد الشهير "الزفاف الأحمر".

## المسيرة المهنية

### الحلقات التجريبية التي أخرجها
أول الحلقات التجريبية الستة عشر التي أخرجها ديفيد تحوّلت إلى مسلسلات. هذا الرقم القياسي تم كسره في 2011 حينما رفضت شبكة سي بي إس مسلسل الطبيب.
- Space: Above and Beyond (1995)
- Millennium (1996)
- Sleepwalkers (1997)
- روزويل (1999)
- ملاك الظلام (2000)
- سمولفيل (2001)
- دون أثر (2002)
- Dr. Vegas (2003)
- Tarzan (2003)
- Jack & Bobby (2004)
- خارق للطبيعة (2005)
- Traveler (2006)
- المدمر: سجلات سارة كونر (2007)
- ذا منتاليست (2008)
- Eastwick (2009)
- Chase (2010)
- الطبيب (2011)
- السهم (2012)
- The Advocates (2013)
- البرق (2014)
- Deception (2018)

## وصلات خارجية
- ديفيد نتر على موقع IMDb (الإنجليزية)
- ديفيد نتر على موقع ألو سيني (الفرنسية)
- ديفيد نتر على موقع أول موفي (الإنجليزية)
- ديفيد نتر على موقع قاعدة بيانات الأفلام السويدية (السويدية)
- ديفيد نتر على موقع قاعدة بيانات الفيلم (الإنجليزية)
- ديفيد نتر على موقع كينوبويسك (الروسية)